# Saison 2025 de l'équipe cycliste Ineos Grenadiers
La saison 2025 de l'Équipe cycliste Ineos Grenadiers est la seizième de cette équipe.

## Coureurs et encadrement technique

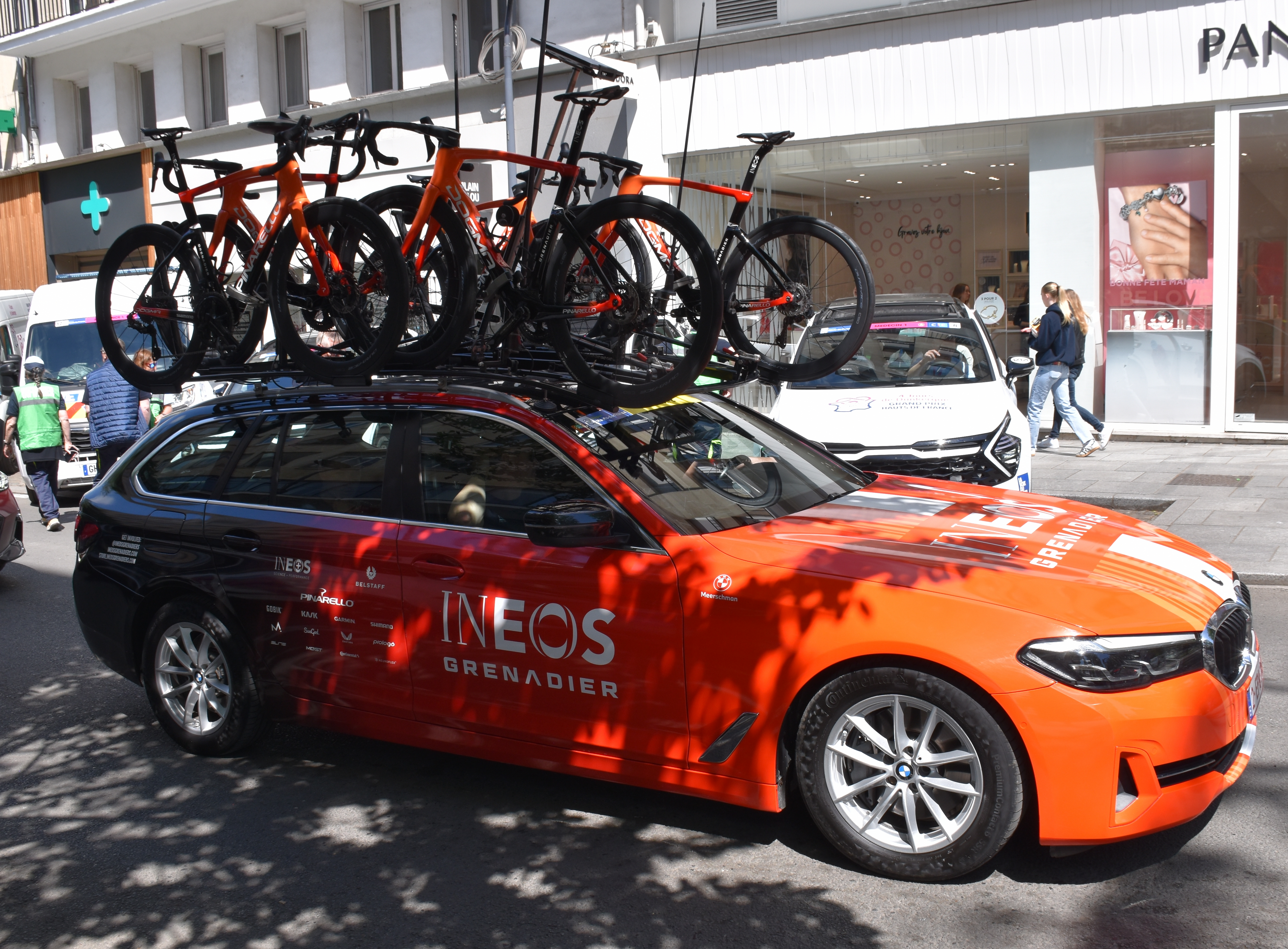
Véhicule Ineos Grenadiers lors des Quatre Jours de Dunkerque 2025

### Effectif
| Coureur              | Date de Nais.     | Nationalité | Équipe en 2024          | Vict. | Cont.             | Maillot dist.              |
| -------------------- | ----------------- | ----------- | ----------------------- | ----- | ----------------- | -------------------------- |
| Thymen Arensman      | 4 décembre 1999   | Pays-Bas    | Ineos Grenadiers        | 3     | 01/2023 - 12/2027 |                            |
| Andrew August        | 12 octobre 2005   | États-Unis  | Ineos Grenadiers        | 0     | 01/2024 - 12/2026 |                            |
| Egan Bernal          | 13 janvier 1997   | Colombie    | Ineos Grenadiers        | 2     | 01/2018 - 12/2026 | - Route - Contre-la-montre |
| Jonathan Castroviejo | 27 avril 1987     | Espagne     | Ineos Grenadiers        | 0     | 01/2018 - 12/2025 |                            |
| Laurens De Plus      | 4 septembre 1995  | Belgique    | Ineos Grenadiers        | 0     | 01/2021 - 12/2026 |                            |
| Caleb Ewan           | 11 juillet 1994   | Australie   | Team Jayco AlUla        | 2     | 01/2025 - 12/2025 |                            |
| Tobias Foss          | 25 mai 1997       | Norvège     | Ineos Grenadiers        | 1     | 01/2024 - 12/2026 | - Contre-la-montre         |
| Omar Fraile          | 17 juillet 1990   | Espagne     | Ineos Grenadiers        | 0     | 01/2022 - 12/2025 |                            |
| Filippo Ganna        | 25 juillet 1996   | Italie      | Ineos Grenadiers        | 2     | 01/2019 - 12/2027 | - Contre-la-montre         |
| Lucas Hamilton       | 12 février 1996   | Australie   | Team Jayco AlUla        | 0     | 01/2025 - 12/2025 |                            |
| Kim Heiduk           | 3 mars 2000       | Allemagne   | Ineos Grenadiers        | 0     | 01/2022 - 12/2025 |                            |
| Bob Jungels          | 22 septembre 1992 | Luxembourg  | Red Bull-Bora-Hansgrohe | 2     | 01/2025 - 12/2026 | - Contre-la-montre         |
| Michał Kwiatkowski   | 2 juin 1990       | Pologne     | Ineos Grenadiers        | 1     | 01/2016 - 12/2025 |                            |
| Victor Langellotti   | 7 juin 1995       | Monaco      | Burgos-BH               | 1     | 01/2025 - 12/2026 |                            |
| Axel Laurance        | 13 avril 2001     | France      | Alpecin-Deceuninck      | 0     | 01/2025 - 12/2026 |                            |
| Michael Leonard      | 26 mars 2004      | Canada      | Ineos Grenadiers        | 1     | 01/2023 - 12/2025 | - Contre-la-montre         |
| Salvatore Puccio     | 31 août 1989      | Italie      | Ineos Grenadiers        | 0     | 01/2012- 12/2025  |                            |
| Brandon Rivera       | 21 mars 1996      | Colombie    | Ineos Grenadiers        | 0     | 01/2020 - 12/2025 |                            |
| Carlos Rodriguez     | 2 février 2001    | Espagne     | Ineos Grenadiers        | 0     | 01/2020 - 12/2027 |                            |
| Óscar Rodríguez      | 6 mai 1995        | Espagne     | Ineos Grenadiers        | 0     | 01/2024 - 12/2026 |                            |
| Magnus Sheffield     | 19 avril 2002     | États-Unis  | Ineos Grenadiers        | 1     | 01/2022 - 12/2026 |                            |
| Artem Shmidt         | 30 janvier 2004   | États-Unis  | Ineos Grenadiers        | 1     | 08/2024 - 12/2026 | - Contre-la-montre         |
| Ben Swift            | 5 novembre 1987   | Royaume-Uni | Ineos Grenadiers        | 0     | 01/2019 - 12/2025 |                            |
| Connor Swift         | 30 octobre 1995   | Royaume-Uni | Ineos Grenadiers        | 0     | 01/2023 - 12/2026 |                            |
| Joshua Tarling       | 15 février 2004   | Royaume-Uni | Ineos Grenadiers        | 2     | 01/2023 - 12/2027 |                            |
| Geraint Thomas       | 25 mai 1986       | Royaume-Uni | Ineos Grenadiers        | 0     | 01/2010 - 12/2025 |                            |
| Ben Turner           | 28 mai 1999       | Royaume-Uni | Ineos Grenadiers        | 1     | 01/2022 - 12/2026 |                            |
| Samuel Watson        | 24 septembre 2001 | Royaume-Uni | Groupama-FDJ            | 4     | 01/2025 - 12/2026 | - Route                    |

## Champions nationaux, continentaux et mondiaux
| Date           | Course                                               | Maillot | Coureurs        | Pays           | Lieu                    |
| -------------- | ---------------------------------------------------- | ------- | --------------- | -------------- | ----------------------- |
| 6 février 2025 | Championnat de Colombie du contre-la-montre          |         | Egan Bernal     | Colombie       | Bucaramanga             |
| 9 février 2025 | Championnat de Colombie de cyclisme sur route        |         | Egan Bernal     | Colombie       | Bucaramanga             |
| 21 mai 2025    | Championnat des États-Unis du contre-la-montre       |         | Artem Shmidt    | États-Unis     | Charleston              |
| 26 juin 2025   | Championnat d'Italie du contre-la-montre             |         | Filippo Ganna   | Italie         | San Vito al Tagliamento |
| 26 juin 2025   | Championnat de Norvège du contre-la-montre           |         | Tobias Foss     | Norvège        | Lileeng                 |
| 26 juin 2025   | Championnat du Luxembourg du contre-la-montre        |         | Bob Jungels     | Luxembourg     | Mertzig                 |
| 27 juin 2025   | Championnat du Canada du contre-la-montre            |         | Michael Leonard | Canada         | Saint-Georges           |
| 29 juin 2025   | Championnat de Grande-Bretagne de cyclisme sur route |         | Samuel Watson   | Pays de Galles | Aberystwyth             |